# Honoratów
Honoratów – wieś w Polsce położona w województwie łódzkim, w powiecie opoczyńskim, w gminie Paradyż.
W latach 1975–1998 miejscowość administracyjnie należała do województwa piotrkowskiego.
Urodził się tu Jan Natkański – polski dyplomata, ambasador RP w Kuwejcie (1994-2000) oraz Egipcie (2004-2008).
Wierni Kościoła rzymskokatolickiego należą do parafii św. Andrzeja Apostoła w Wójcinie.